# Caranx hippos
A Caranx hippos a sugarasúszójú halak (Actinopterygii) osztályának sügéralakúak (Perciformes) rendjébe, ezen belül a tüskésmakréla-félék (Carangidae) családjába tartozó faj.
A Caranx halnem típusfaja.

## Előfordulása
A Caranx hippos előfordulási területe az Atlanti-óceán. Keleten Portugáliától Angoláig fordul elő, beleértve a Földközi-tenger nyugati felét is. Míg nyugaton az elterjedése a kanadai Új-Skóciától kezdve, a Mexikói-öblön és a Nagy-Antillákon keresztül, egészen Uruguayig tart. A Kis-Antillák tengervizeiből hiányzik. Az Indiai-óceánban észlelt példányok, valószínűleg a Caranx ignobilishoz tartoznak. Egyes ichthiológus a Csendes-óceánban élő Caranx caninust azonosnak tartja a Caranx hipposszal.

## Megjelenése
Ennek a halnak az átlagos hossza 75 centiméter, de elérheti a 124 centimétert is. 66 centiméteresen már felnőttnek számít. A legnagyobb kifogott példány 32 kilogrammos volt. A hátúszóján 9 tüske és 19-22 sugár van, míg a farok alatti úszóján 3 tüske és 15-18 sugár látható. Az oldalvonalán 23 darab pajzsszerű pikkelye van. A hasi része majdnem pikkelytelen. A felnőtt állat a homloka meredek, a szája széle a szeme mögött van. A háti része az olívazöldtől a kékeszöldig változik; az oldalai ezüstösek. A kopoltyúfedő mögött egy nagy fekete folt látható; egy kisebb fekete folt a mellúszó tövénél is van. A farokúszó és tájéka sárgás.

## Életmódja
A mérsékelt övtől egészen a trópusokig sokféle vízben megtalálható, lehet az brakkvíz vagy sós tengeri; a korallszirtek közelében vagy a nyílt óceánon. 1-350 méteres mélységek között élhet, azonban 200 méternél mélyebbre ritkán hatol le. Az ivadék és fiatal főleg a folyótorkolatokban és a partok közelében él, míg a felnőtt főleg nyílt vízi. A fiatalok rajokba tömörülnek, míg az idősebb felnőttek inkább magányosak. Kisebb halakkal, kis rákokkal és egyéb gerinctelenekkel táplálkoznak. Kifogásakor gyakran hörgő hangokat hallat. Az ikrái a nyílt vízben lebegnek.

## Felhasználása
A Caranx hipposnak ipari mértékű halászata van. A sporthorgászok is kedvelik. Néha ciguatera-mérgezést okozhat.

## Képek

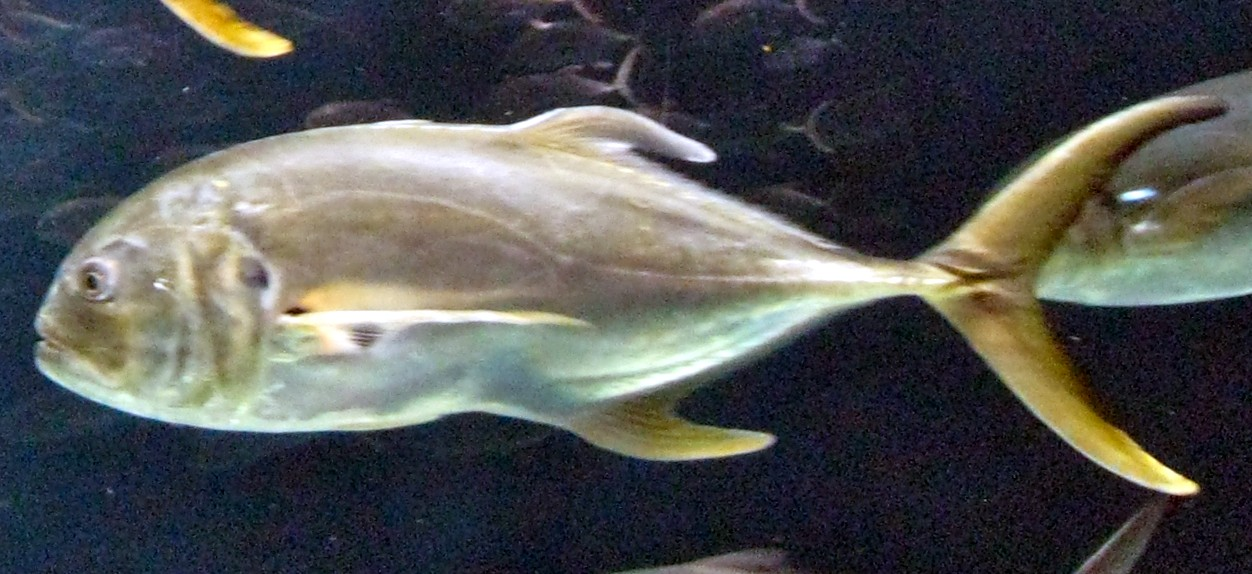
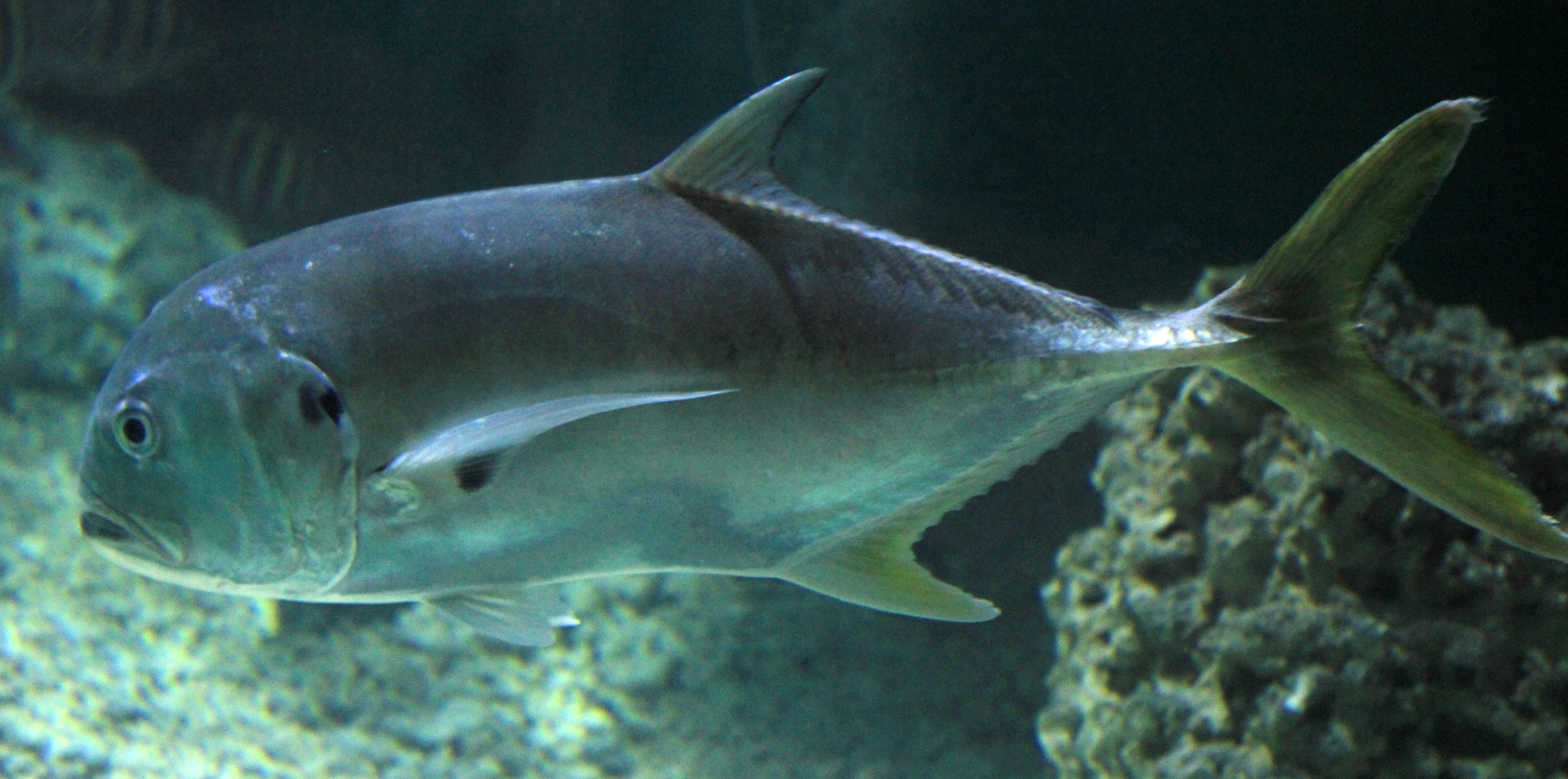
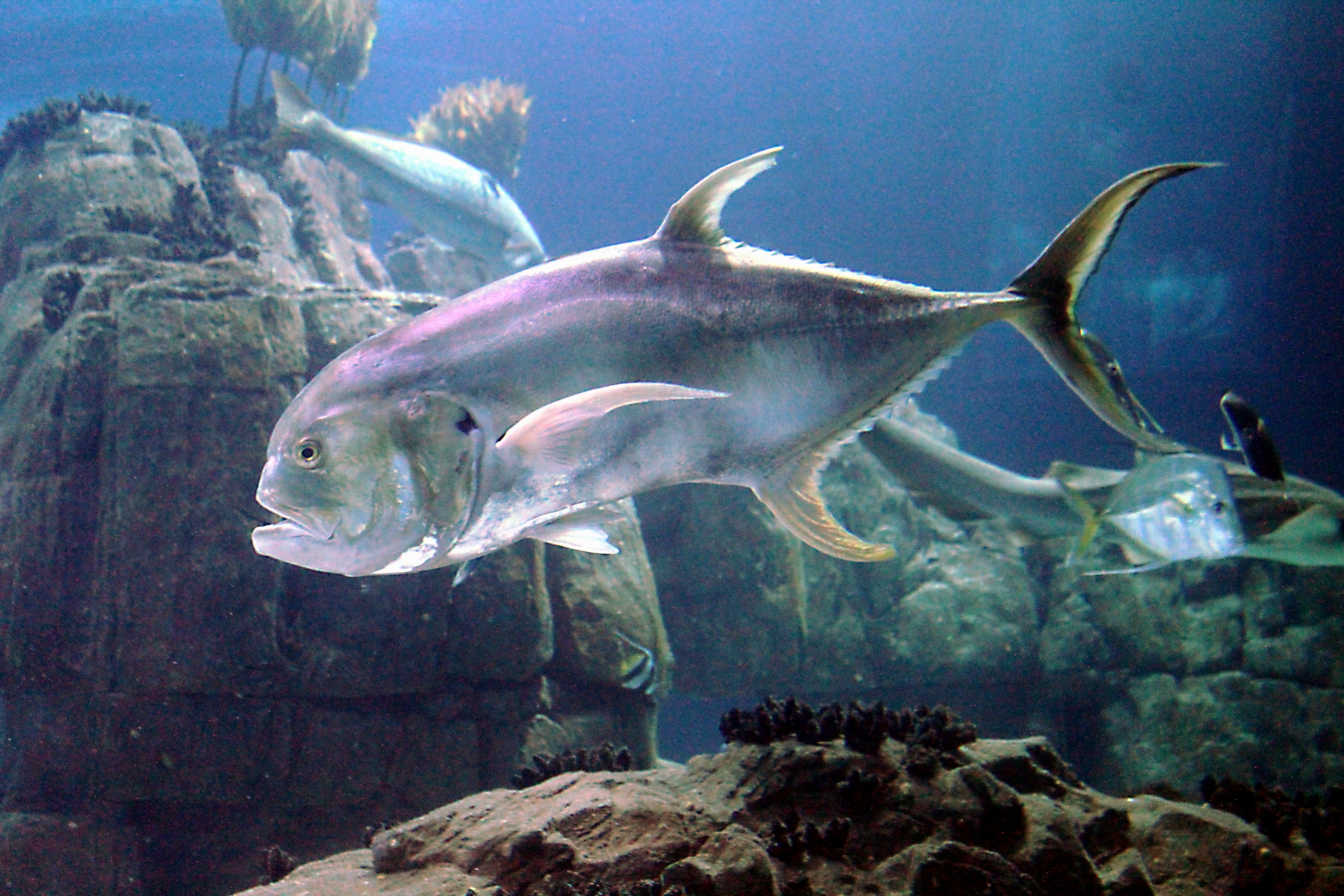
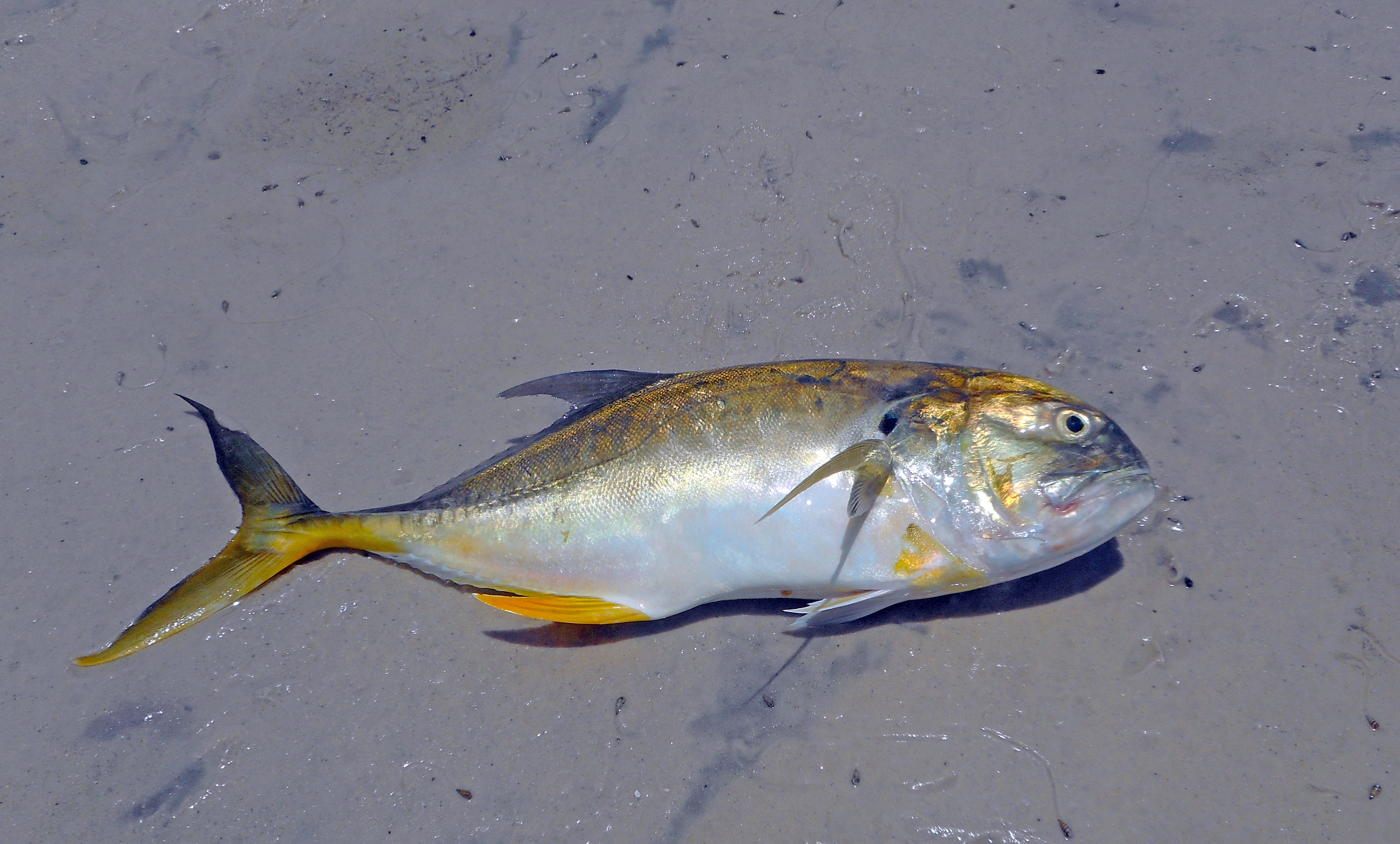
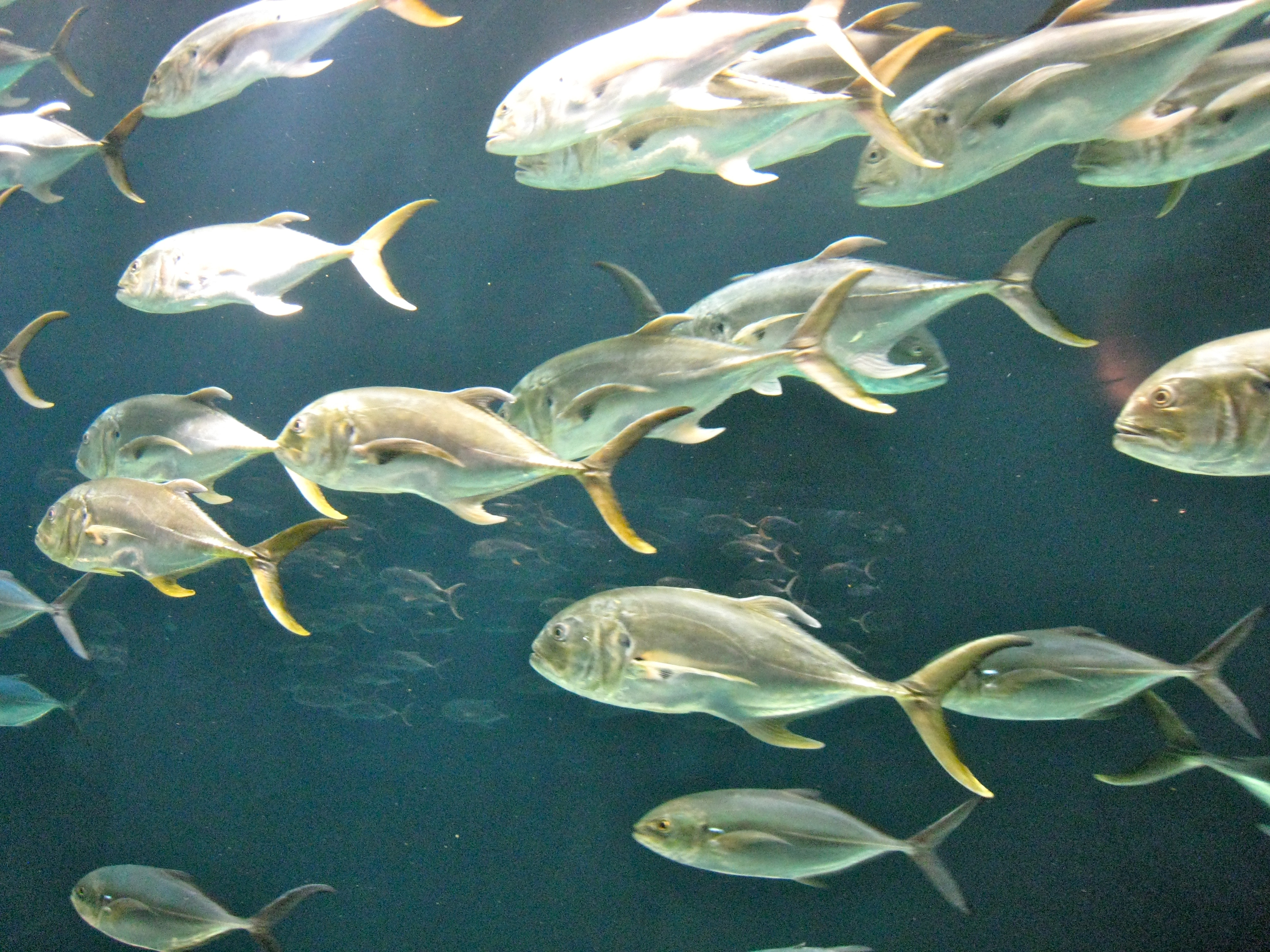